# Cap colossal d'Amenhotep III
El Cap colossal d'Amenhotep III formava part d'una escultura de granit de la dinastia XVIII de l'antic Egipte representant el faraó Amenhotep III. Data a la ratlla de 1370 aC. i es va trobar al recinte del temple de Mut a Karnak, a l'Alt Egipte. Es coneixen dues parts de l'estàtua colossal trencada: el cap i un braç. Ambdues parts es troben al Museu Britànic.

## Troballa i història
L'obra procedeix del Temple dedicat a Mut, o "Deessa Mare", origen de tot el creat, deessa del cel en la mitologia egípcia, situat en l'actual localitat de Karnak, que ocupa part de l'antiga ciutat de Tebes i que representava Nebmaatra Amenhotep, Amenhotep III, o Amenofis III, que va ser un important faraó de la dinastia XVIII d'Egipte, que va governar del 1390 - 1353 aC., també conegut com a Imenhotep III, Amenophis III, Memnon, i d'altres noms hel·lenitzats.
L'escultura s'exhibeix de forma permanent al Museu Britànic després d'ésser adquirida en una subhasta l'any 1823. El seu anterior propietari va ser Henry Salt, artista, viatger, diplomàtic, retratista, i naturalista anglès.

## Característiques
- Estil: art de l'Antic Egipte.
- Material: granit.
- Altura: 290 centímetres.
- Pes: cap a 3600 quilos
- L'escultura està coronada per la corona doble del Baix i l'Alt Egipte.[1]